# Скорпион (знак зодиака)

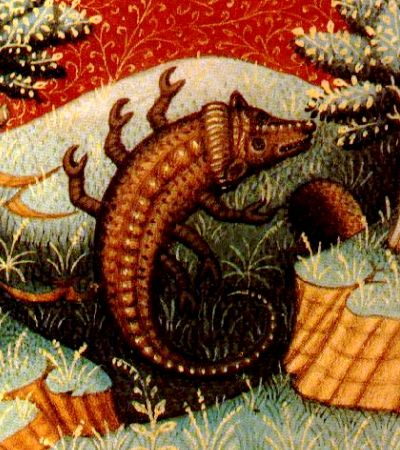
Скорпион

Скорпион (лат. Scorpius) — восьмой знак зодиака, соответствующий сектору эклиптики от 210° до 240°, считая от точки весеннего равноденствия; постоянный знак тригона Вода.
В западной астрологии считается, что Солнце находится в знаке Скорпиона приблизительно с 23 октября по 21 ноября. Не следует путать знак Скорпиона с созвездием Скорпиона, в котором Солнце находится с 23 ноября по 29 ноября.
Знаком Скорпиона управляет Плутон и Марс, в экзальтации здесь Уран, в изгнании Венера и в падении Луна.

## Символ
Символ Скорпиона ♏ (может не отображаться в некоторых браузерах) в Юникоде находится под десятичным номером 9807 или шестнадцатеричным номером 264F и может быть введён в HTML-код как &#9807; или &#x264F;.

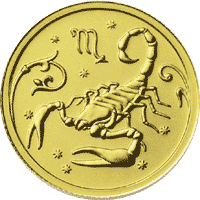
Российская монета «Скорпион»
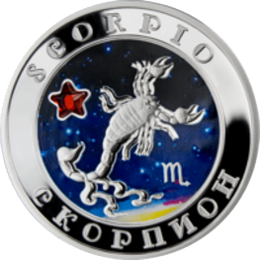
Армянская серебряная монета «Скорпион»
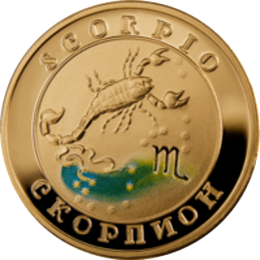
Армянская золотая монета «Скорпион»
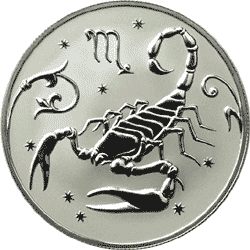
«Скорпион»